# Resurrezione (Pontormo)

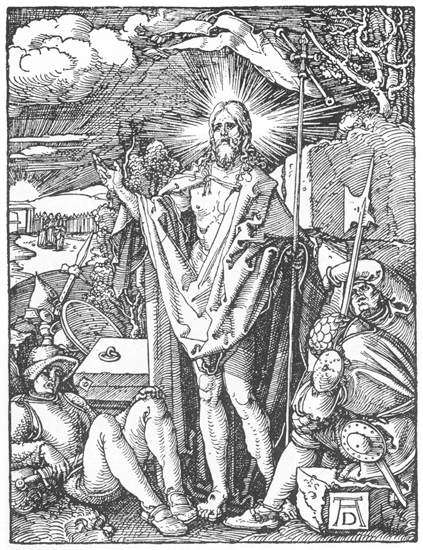
Dürer, Sepoltura di Cristo, 1511

La Resurrezione è un affresco staccato (232x291 cm) di Pontormo, databile al 1523-1525 circa e conservato nella Certosa del Galluzzo presso Firenze. Con le altre quattro lunette del ciclo delle Storie della Passione decorava il chiostro della Certosa; oggi sono tutte staccate e conservate in un ambiente chiuso del monastero.

## Storia
Nel 1523, per sfuggire a un focolaio di peste, Pontormo se ne andò da Firenze approdando, accompagnato dal solo allievo prediletto Bronzino, alla Certosa (circa 6 km dal centro cittadino), dove venne accolto dai monaci, lavorando per loro fino al 1527.
Il primo compito che gli venne affidato fu quello di affrescare alcune lunette del chiostro con scene della Passione di Cristo, in tutto cinque. Le opere, ispirate in maniera più o meno diretta alle xilografie della Piccola Passione di Dürer, vennero criticate da Vasari, che gli rimproverò di aver abbracciato la "maniera tedesca", vista particolarmente di cattivo occhio nella piena controriforma (periodo in cui scriveva lo storico aretino), quale veicolo di idee luterane.
Le lunette, molto danneggiate dall'esposizione all'aperto, vennero staccate nel Novecento e ricoverate all'interno del monastero, in una sala del cosiddetto "palazzo Acciaiuoli". 

## Descrizione e stile
La lunetta della Resurrezione è la meglio conservata del ciclo, in cui sono ancora in larga parte leggibili i dettagli. Ciò si deve sicuramente alla sua posizione originaria in angolo sopra un portale, quindi maggiormente riparata. Fa eccezione la caduta dei colori più scuri, in parte dovuta anche allo stacco, che rendeva metalliche le armi dei soldati (le spade, le scuri, le alabarde), oggi bianche come l'arriccio di fondo.
La scena ha uno schema pressoché simmetrico, con al centro la figura di Gesù che si leva senza peso e circondato di luce dal sepolcro (non visibile), tra un folto gruppo di soldati addormentati. Un raffinato gioco formale si attua nella varietà delle pose dei dormienti e nei continui richiami a forme tondeggianti nei loro volti, nei cappelli, negli scudi (Adolfo Venturi parlò di "dischi policromi", 1932). Nella parte superiore invece prevalgono le linee dritte e appuntite delle lance, delle bandiere e dell'asta del vessillo di Cristo. 
La ricchezza cromatica è un vero e proprio caleidoscopio di gialli, rossi-arancio, bianchi, verdi, grigi e viola, scelti in tonalità tenui e poco consueti. In generale le influenze nordiche si manifestano nei profili allungati e nell'abbigliamento dei personaggi, nonché nel senso drammatico degli eventi: grazie a tali ricerche l'artista scioglieva tutti i legami con la tradizione fiorentina, arrivando a una nuova e liberissima sintesi formale.